# Onthophagus maleengnaafon
Onthophagus maleengnaafon är en skalbaggsart som beskrevs av Masumoto 1990. Onthophagus maleengnaafon ingår i släktet Onthophagus och familjen bladhorningar. Inga underarter finns listade i Catalogue of Life.